# Afghan Jet International Airlines
Afghan Jet International Airlines (per. هواپیمایی بین‌المللی افغان جت) – byłe afgańskie regionalne linie lotnicze z siedzibą w Afganistanie, w Kabulu.
14 czerwca 2016 r. Afghan Jet International Airlines zaprzestał działalności.

## Kierunki lotów
Afghan Jet International Airlines wykonywało połączenia do następujących miejscowości:

## Flota
Flota Afghan Jet International Airlines składała się z następujących samolotów (sierpień 2016 r.):
- Bombardier CRJ-200 – 1 sztuka